# Karel Kapoun
Karel Kapoun (* 7. října 1953 Česká Lípa) je český politik, v letech 2008 až 2014 senátor za obvod č. 36 – Česká Lípa, v letech 2000 až 2012 zastupitel Libereckého kraje a v letech 2002 až 2014 místostarosta města Doksy. Je členem ČSSD.

## Životopis
Po základní škole Karla Hynka Máchy v Doksech (1960–1969) nastoupil na českolipské gymnázium, kde odmaturoval v roce 1973. Poté dva roky absolvoval dřevařskou nástavbu a v letech 1975 až 1980 studoval Vysokou školu lesníckou a drevárskou ve slovenském Zvolenu.
Po základní vojenské službě nastoupil v roce 1981 do Severočeských dřevařských závodů Česká Lípa, kde v různých funkcích setrval do roku 1998, pracoval také v mimoňské firmě FALCON jako vedoucí technického oddělení a po krátkodobé nezaměstnanosti se šest let živil jako finanční poradce.
Stále působí jako aktivní fotbalový rozhodčí a byl 17 let předsedou Okresního fotbalového svazu v okrese Česká Lípa.. V únoru 2013 již nekandidoval.
Je ženatý, s manželkou Jitkou má dvě dcery, Jitku a Ivu.

## Politická kariéra
Členem ČSSD je od roku 1997. V letech 2000 až 2012 byl členem zastupitelstva Libereckého kraje. Od roku 2002 do roku 2014 působil jako místostarosta města Doksy.
V roce 2008 se rozhodl kandidovat do Senátu PČR. V prvním kole obdržel 27,76 % hlasů a byl poražen tehdejším hejtmanem Libereckého kraje Petrem Skokanem z ODS, který získal 32,11 %. Ve druhém kole se poměr sil obrátil a Ing. Karel Kapoun zvítězil ve volbách se ziskem 59,53 % všech platných hlasů. V horní komoře zastával funkci místopředsedy Výboru pro vzdělávání, vědu, kulturu, lidská práva a petice a současně byl předsedou Podvýboru pro sport Výboru pro vzdělání, vědu, kulturu, lidská práva a petice.

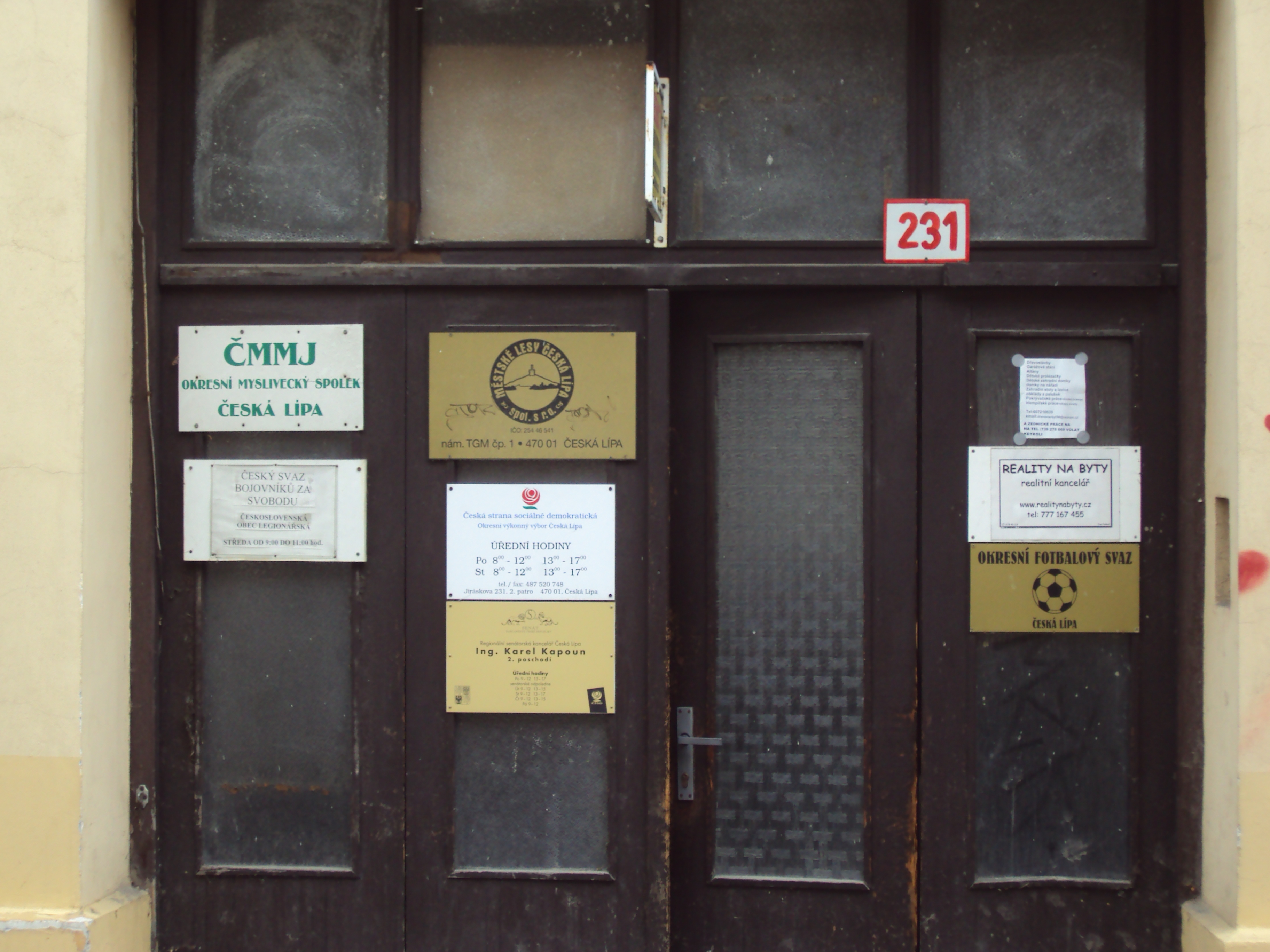
Sídlo Okresního fotbalového svazu s jeho jménem v České Lípě, Žižkova 231, kde má svou kancelář i jako senátor

Karel Kapoun působil v dozorčí radě krajské nemocnice v České Lípě. Z funkce byl novým zastupitelstvem kraje 18. prosince 2012 odvolán.
V komunálních volbách v roce 2014 obhájil za ČSSD post zastupitele města Doksy. Na kandidátce byl původně na 6. místě, vlivem preferenčních hlasů však skončil první. V roce 2018 post obhajoval z prvního místa kandidátky, do zastupitelstva se ale znovu nedostal.
Ve volbách do Senátu PČR v roce 2014 obhajoval za ČSSD mandát senátora v obvodu č. 36 – Česká Lípa. Se ziskem 18,61 % hlasů skončil v prvním kole na 2. místě, a postoupil tak do druhého kola. V něm však podlehl Jiřímu Voseckému, kandidátovi Starostů pro Liberecký kraj.

## Kontroverze
V srpnu 2012 přišla Mladá fronta DNES s informací, že fotbalové kluby Libereckého kraje, v nichž působí jako funkcionáři členové ČSSD, získávají na rozdíl od ostatních klubů dotace z krajského dotačního projektu G99. Mezi zmíněnými kluby byla i TJ Doksy, v jejímž výkonném výboru Ing. Kapoun působí.